# Fettern
Fettern är en sjö i Vilhelmina kommun i Lappland och ingår i Ångermanälvens huvudavrinningsområde. Sjön har en area på 0,513 kvadratkilometer och ligger 695,9 meter över havet. Fettern ligger i Vardo- Laster- och Fjällfjällen Natura 2000-område. Sjön avvattnas av vattendraget Fettnerbäcken.

## Delavrinningsområde
Fettern ingår i det delavrinningsområde (724243-145677) som SMHI kallar för Utloppet av Fettern. Medelhöjden är 788 meter över havet och ytan är 5,47 kvadratkilometer. Räknas de 3 avrinningsområdena uppströms in blir den ackumulerade arean 12,16 kvadratkilometer. Fettnerbäcken som avvattnar avrinningsområdet har biflödesordning 2, vilket innebär att vattnet flödar genom totalt 2 vattendrag innan det når havet efter 399 kilometer. Avrinningsområdet består mestadels av skog (60 procent) och kalfjäll (31 procent). Avrinningsområdet har 0,52 kvadratkilometer vattenytor vilket ger det en sjöprocent på 9,4 procent.